# Margonin (gromada)
Margonin (do 31 XII 1958 Margonin-Wieś) – dawna gromada, czyli najmniejsza jednostka podziału terytorialnego Polskiej Rzeczypospolitej Ludowej w latach 1954–1972.
Gromady, z gromadzkimi radami narodowymi (GRN) jako organami władzy najniższego stopnia na wsi, funkcjonowały od reformy reorganizującej administrację wiejską przeprowadzonej jesienią 1954 do momentu ich zniesienia z dniem 1 stycznia 1973, tym samym wypierając organizację gminną w latach 1954–1972.
Gromadę Margonin z siedzibą GRN w mieście Margoninie (nie wchodzącym w skład gromady) utworzono 1 stycznia 1959 w powiecie chodzieskim w woj. poznańskim w związku z przeniesieniem siedziby GRN gromady Margonin-Wieś z Margonina-Wsi do Margonina i zmianą nazwy jednostki na gromada Margonin; równocześnie do nowo utworzonej gromady Margonin włączono obszar zniesionej gromady Próchnowo w tymże powiecie.
1 stycznia 1960 do gromady Margonin włączono obszar zniesionej gromady Radwanki w tymże powiecie.
W 1965 gromada miała 27 członków GRN.
1 stycznia 1970 do gromady Margonin włączono 474,34 ha z miasta Margonin w tymże powiecie.
Gromada przetrwała do końca 1972 roku, czyli do kolejnej reformy gminnej. 1 stycznia 1973 w powiecie chodzieskim utworzono gminę Margonin.